# Milchshake

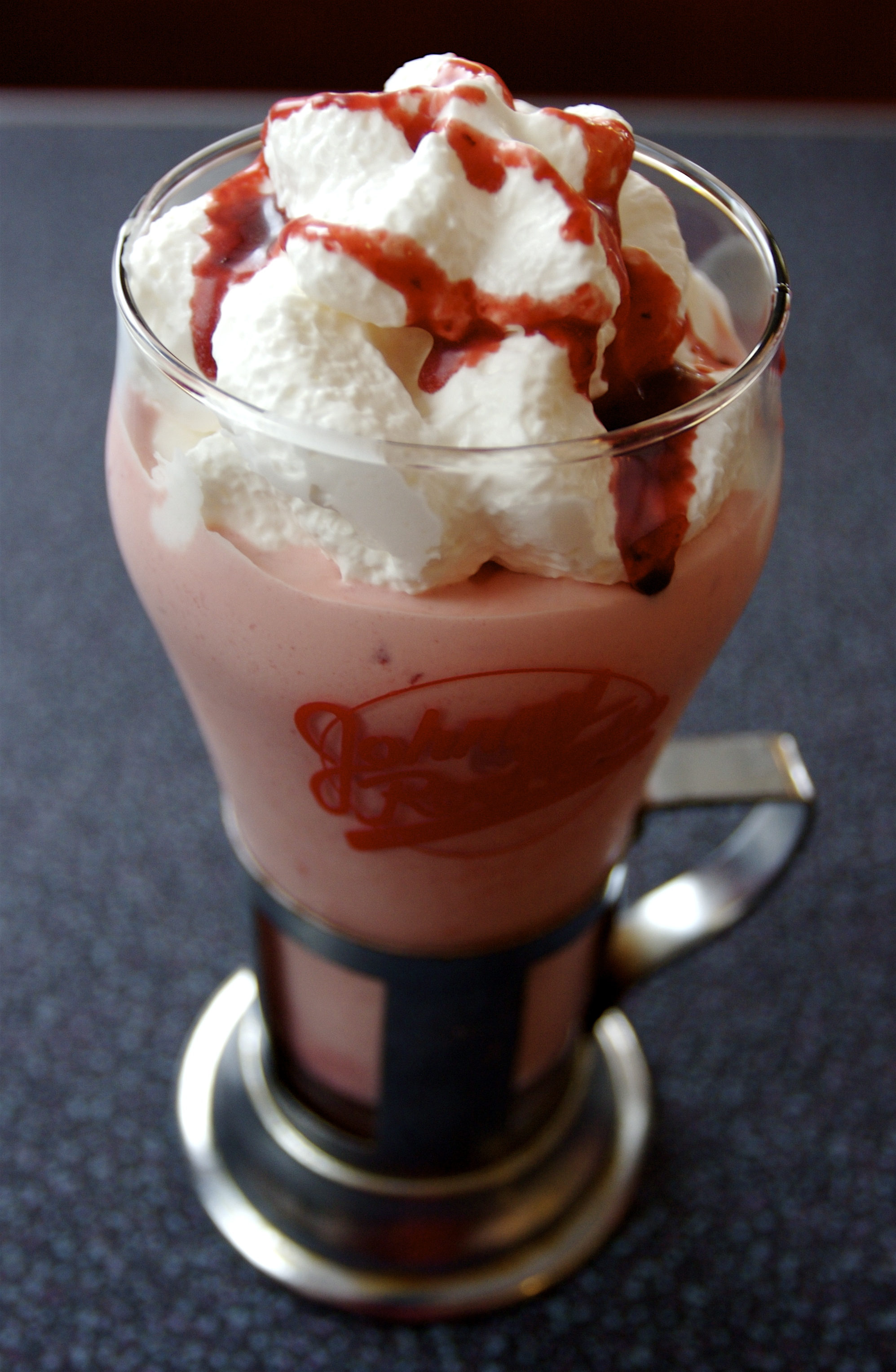
Erdbeer-Milchshake mit Sahne und Sirup

Ein Milchshake (von engl. milk „Milch“ und to shake „schütteln“, in der Schweiz als Frappé bezeichnet) ist ein Getränk, für das Milch mit Speiseeis, Obst (z. B. Erdbeeren oder Bananen), Schokolade oder Aromen wie Vanille in einem Mixer verquirlt wird. Ein Milchshake wird meist erst unmittelbar vor dem Trinken zubereitet, um zu vermeiden, dass sich die unterschiedlich schweren Bestandteile wieder trennen.
Als Erfinder des Milchshake gilt Ivar „Pop“ Coulson aus Chicago, der 1922 auf die Idee kam, Milch, Schokolade, Malz und Speiseeis zu einem Getränk zu mischen. Populär wurden Milchshakes in den USA durch die Milchbars und gehören heute zum Standardangebot vieler Eisdielen, Cafés und Fastfood-Ketten.
Ein verwandtes Getränk, das jedoch nicht zwingend zu einem großen Teil aus Milch besteht, ist in Spanien unter der Bezeichnung Granizado bekannt. Granizado besteht ausschließlich aus Fruchtsaft oder Mandelmilch (span.: horchata), welche(r) mit viel zerkleinertem Eis vermengt wird. Ebenfalls verwandt mit dem Milchshake ist der Café frappé.

## Freakshake
Eine spezielle moderne Form des Milchshakes ist der in Australien im Pâtissez in Canberra kreierte Freakshake. Das Charakteristische eines Freakshakes stellt das Topping dar, welches aus einer großen Portion Sahne, dekoriert mit allen möglichen Formen von Süßigkeiten, wie etwa Kuchenstückchen, Donuts, Saucen oder Zuckerschnullern, besteht und dem Freakshake sein besonders auffälliges Aussehen verleiht. Zur Popularisierung des Freakshakes trugen unter anderem auch die Kreationen des New Yorker Spitzenkochs Joe Isidori, des früheren Privatkochs von Donald Trump, bei, deren Fotos in sozialen Netzwerken verbreitet wurden.